# Cedric Teuchert
Cedric Teuchert (Coburgo, 14 gennaio 1997) è un calciatore tedesco, attaccante del St. Louis City.

## Carriera

### Club
Cresciuto nei settori giovanili di DVV Coburg, squadra della sua città natale, e Norimberga, ha esordito con la prima squadra del club bavarese il 7 novembre 2014, nella partita persa per 2-1 contro il Sandhausen.
Il 3 gennaio 2018 viene acquistato dallo Schalke 04, con cui firma un contratto di tre anni e mezzo. Il 2 luglio 2019 viene ceduto in prestito all'Hannover 96.
Il 1º agosto passa a titolo definitivo all'Union Berlino.

### Nazionale
Ha giocato in tutte le nazionali giovanili tedesche, esordendo con l'under-21 il 6 ottobre 2017, in occasione della partita di qualificazione all'Europeo 2019 vinta 6-1 contro l'Azerbaigian, fornendo l'assist per il primo gol della sua squadra e segnando la sesta rete dell'incontro.

## Statistiche

### Presenze e reti nei club
Statistiche aggiornate al 1º luglio 2020.
| Stagione             | Squadra              | Campionato           | Campionato | Campionato | Coppe nazionali | Coppe nazionali | Coppe nazionali | Coppe continentali | Coppe continentali | Coppe continentali | Altre coppe | Altre coppe | Altre coppe | Totale | Totale | Totale |
| Stagione             | Squadra              | Comp                 | Pres       | Reti       | Comp            | Pres            | Reti            | Comp               | Pres               | Reti               | Comp        | Pres        | Reti        | Pres   | Reti   |        |
| -------------------- | -------------------- | -------------------- | ---------- | ---------- | --------------- | --------------- | --------------- | ------------------ | ------------------ | ------------------ | ----------- | ----------- | ----------- | ------ | ------ | ------ |
| 2014-2015            | Norimberga II        | RL                   | 3          | 0          | -               | -               | -               | -                  | -                  | -                  | -           | -           | -           | 3      | 0      |        |
| 2015-2016            | Norimberga II        | RL                   | 10         | 5          | -               | -               | -               | -                  | -                  | -                  | -           | -           | -           | 10     | 5      |        |
| Totale Norimberga II | Totale Norimberga II | Totale Norimberga II | 13         | 5          |                 | -               | -               |                    | -                  | -                  |             | -           | -           | 13     | 5      |        |
| 2014-2015            | Norimberga           | ZL                   | 1          | 0          | CG              | -               | -               | -                  | -                  | -                  | -           | -           | -           | 1      | 0      |        |
| 2015-2016            | Norimberga           | ZL                   | 4          | 1          | CG              | -               | -               | -                  | -                  | -                  | -           | -           | -           | 4      | 1      |        |
| 2016-2017            | Norimberga           | ZL                   | 21         | 4          | CG              | 2               | 0               | -                  | -                  | -                  | -           | -           | -           | 23     | 4      |        |
| 2017-gen. 2018       | Norimberga           | ZL                   | 15         | 6          | CG              | 2               | 0               | -                  | -                  | -                  | -           | -           | -           | 17     | 6      |        |
| Totale Norimberga    | Totale Norimberga    | Totale Norimberga    | 41         | 11         |                 | 4               | 0               |                    | -                  | -                  |             | -           | -           | 45     | 11     |        |
| gen.-giu. 2018       | Schalke 04           | BL                   | 4          | 0          | CG              | 2               | 0               | -                  | -                  | -                  | -           | -           | -           | 6      | 0      |        |
| 2018-2019            | Schalke 04           | BL                   | 5          | 0          | CG              | 2               | 0               | UCL                | 2                  | 0                  | -           | -           | -           | 9      | 0      |        |
| Totale Schalke 04    | Totale Schalke 04    | Totale Schalke 04    | 9          | 0          |                 | 4               | 0               |                    | 2                  | 0                  |             | -           | -           | 15     | 0      |        |
| 2019-2020            | Hannover 96          | ZL                   | 23         | 6          | CG              | 1               | 0               | -                  | -                  | -                  | -           | -           | -           | 24     | 6      |        |
| Totale carriera      | Totale carriera      | Totale carriera      | 86         | 22         |                 | 9               | 0               |                    | 2                  | 0                  |             | -           | -           | 97     | 22     |        |

### Cronologia presenze e reti in nazionale
| Cronologia completa delle presenze e delle reti in nazionale ― Germania under 21 | Cronologia completa delle presenze e delle reti in nazionale ― Germania under 21 | Cronologia completa delle presenze e delle reti in nazionale ― Germania under 21 | Cronologia completa delle presenze e delle reti in nazionale ― Germania under 21 | Cronologia completa delle presenze e delle reti in nazionale ― Germania under 21 | Cronologia completa delle presenze e delle reti in nazionale ― Germania under 21 | Cronologia completa delle presenze e delle reti in nazionale ― Germania under 21 | Cronologia completa delle presenze e delle reti in nazionale ― Germania under 21 |
| Data                                                                             | Città                                                                            | In casa                                                                          | Risultato                                                                        | Ospiti                                                                           | Competizione                                                                     | Reti                                                                             | Note                                                                             |
| -------------------------------------------------------------------------------- | -------------------------------------------------------------------------------- | -------------------------------------------------------------------------------- | -------------------------------------------------------------------------------- | -------------------------------------------------------------------------------- | -------------------------------------------------------------------------------- | -------------------------------------------------------------------------------- | -------------------------------------------------------------------------------- |
| 6-10-2017                                                                        | Cottbus                                                                          | Germania under 21                                                                | 6 – 1                                                                            | Azerbaigian under 21                                                             | Qual. Europeo Under-21 2019                                                      | 1                                                                                |                                                                                  |
| 10-10-2017                                                                       | Drammen                                                                          | Norvegia under 21                                                                | 3 – 1                                                                            | Germania under 21                                                                | Qual. Europeo Under-21 2019                                                      | 1                                                                                |                                                                                  |
| 14-11-2017                                                                       | Ramat Gan                                                                        | Israele under 21                                                                 | 2 – 5                                                                            | Germania under 21                                                                | Qual. Europeo Under-21 2019                                                      | -                                                                                | 80’                                                                              |
| 22-3-2018                                                                        | Braunschweig                                                                     | Germania under 21                                                                | 3 – 0                                                                            | Israele under 21                                                                 | Qual. Europeo Under-21 2019                                                      | 1                                                                                | 75’                                                                              |
| 27-3-2018                                                                        | Mitrovica                                                                        | Kosovo under 21                                                                  | 0 – 0                                                                            | Germania under 21                                                                | Qual. Europeo Under-21 2019                                                      | -                                                                                | 86’                                                                              |
| 7-9-2018                                                                         | Fürth                                                                            | Germania under 21                                                                | 3 – 0                                                                            | Messico under 21                                                                 | Amichevole                                                                       | 1                                                                                | 46’                                                                              |
| 11-9-2018                                                                        | Dublino                                                                          | Irlanda under 21                                                                 | 0 – 6                                                                            | Germania under 21                                                                | Qual. Europeo Under-21 2019                                                      | 3                                                                                |                                                                                  |
| 12-10-2018                                                                       | Ingolstadt                                                                       | Germania under 21                                                                | 2 – 1                                                                            | Norvegia under 21                                                                | Qual. Europeo Under-21 2019                                                      | 1                                                                                | 72’                                                                              |
| Totale                                                                           |                                                                                  | Presenze                                                                         | 8                                                                                |                                                                                  | Reti                                                                             | 8                                                                                |                                                                                  |